# 田代平湿原
座標: 北緯40度41分45.3秒 東経140度55分5.3秒 / 北緯40.695917度 東経140.918139度田代平湿原（たしろたいしつげん）は、青森県青森市田代にある高層湿原。八甲田山の北東、十和田八幡平国立公園の北端に位置する。青森市の天然記念物に指定されている。

## 概要
八甲田山の火山活動（約200万年前）によってできたカルデラ湖が湿性遷移の進行によって湿原化したもので、湿原の多い八甲田山系の中でも最大の面積をもつ。この湿原は植物が枯死しても冷涼な気候のために完全に分解せず、有機物の状態で堆積する泥炭層となっている。
比較的標高が低いため八甲田山の他の湿原とは植生が異なっている。この沼に生育するスイレンは八甲田山の他の沼地に生育するヒツジグサと違い、開拓民が持ち込んだものがそのまま定着した温帯性のスイレンである。このスイレンは7月頃に咲く。
八甲田温泉から湿原に入ることができ、湿原の端には青い鳥居が立つ龍神沼がある。湿原内の道路は1周およそ1時間程度である。6月中旬にはワタスゲの穂が満開となり一面の海のようになる。同じ頃気をつけて湿原を観察するとレンゲツツジやヒメシャクナゲ、ツルコケモモ、トキソウも見ることができる。レンゲツツジは湿原の南側に多い。6月下旬にはニッコウキスゲ、7月にはキンコウカ、カキラン、モウセンゴケ、ムラサキミミカキグサ、タヌキモ、タチギボウシ、ネジバナ、ヨツバヒヨドリ、ホソバノシナバ、ネバリノギランなども観察することができる。8月下旬にはウメバチソウ、サワギキョウ、ナガボノシロワレモコウ、タチアザミが咲く頃には秋の気配が漂ってくる。
八甲田温泉や旧・田代平小学校前から沢を越し、赤い鳥居の立つ龍神沼を過ぎてダケカンバに囲まれた林を数分歩くと広大な湿原の端に到達する。湿原には木道が整備されており、1周約1時間程度のハイキングやトレッキングのコースとなっている。田代平少年自然の家からのルートは案内板にはあるが、現在は廃道になっている。
1902年1月に青森第5連隊の将兵らが青森から三本木に向かう雪中行軍の途中で3日間に及ぶ前代未聞の猛吹雪に遭い、第5連隊は210名中生き残った者はわずか11名で残りは全員凍死するという悲劇にあった場所でもある。そのため、1906年7月に雪中行軍避難者銅像が建設された。この像は遭難の際の服装をした兵士の立像で、救援の目印になるため吹雪の中に不動の姿勢で立ち尽くした伍長をモデルにしたと伝わる。